# ノーウェアボーイ ひとりぼっちのあいつ
『ノーウェアボーイ ひとりぼっちのあいつ』（Nowhere Boy）は、2009年公開のイギリス映画。ビートルズ結成前の若きジョン・レノンを描いた伝記映画である。

## ストーリー
両親の離婚により伯母夫婦によって育てられたジョン。
ジョンは厳しくも我が子同然に愛情を注いでくれる伯母と、複雑な事情で手放したものの息子を気遣い音楽への興味を誘ってくれた実母の間で葛藤する。
二人の母の愛に支えられながら、音楽に自分の道を見出していく若き日のジョン・レノンの姿を描く。

## キャスト
| 役名                   | 俳優                             | 日本語吹替 |
| ---------------------- | -------------------------------- | ---------- |
| ジョン・レノン         | アーロン・ジョンソン             | 櫻井孝宏   |
| ミミ・スミス           | クリスティン・スコット・トーマス | 唐沢潤     |
| ジュリア・レノン       | アンヌ＝マリー・ダフ             | 岡寛恵     |
| ジョージ伯父さん       | デヴィッド・スレルフォール       | 小島敏彦   |
| ボビー                 | デヴィッド・モリッシー           |            |
| ポール・マッカートニー | トーマス・サングスター           | 内山昂輝   |
| ジョージ・ハリスン     | サム・ベル                       | 伊藤有希   |

## 受賞・ノミネート
| 賞                           | 部門                   | 候補者                           | 結果       |
| ---------------------------- | ---------------------- | -------------------------------- | ---------- |
| 英国アカデミー賞             | 助演女優賞             | アンヌ＝マリー・ダフ             | ノミネート |
| 英国アカデミー賞             | 助演女優賞             | クリスティン・スコット・トーマス | ノミネート |
| 英国アカデミー賞             | 新人賞                 | サム・テイラー＝ウッド           | ノミネート |
| 英国アカデミー賞             | 英国作品賞             | 英国作品賞                       | ノミネート |
| 英国インディペンデント映画賞 | 作品賞                 | 作品賞                           | ノミネート |
| 英国インディペンデント映画賞 | ダグラス・ヒコックス賞 | サム・テイラー＝ウッド           | ノミネート |
| 英国インディペンデント映画賞 | 主演男優賞             | アーロン・ジョンソン             | ノミネート |
| 英国インディペンデント映画賞 | 助演女優賞             | アンヌ＝マリー・ダフ             | 受賞       |
| 英国インディペンデント映画賞 | 脚本賞                 | マット・グリーンハルシュ         | ノミネート |